# Себациновая кислота
Себаци́новая кислота (декандиовая кислота) НООС(СН2)8СООН — двухосновная предельная карбоновая кислота (лат. sebaceus — свечное масло, сало). Обладает всеми химическими свойствами, характерными для карбоновых кислот. Соли и эфиры себациновой кислоты называются себацинатами.

## Получение
Впервые получена в 1802 г. Тенаром при сухой перегонке свиного жира.
В промышленности себациновую кислоту получают в основном из касторового масла. При его нагревании с водой (200—225 °С; 1,8-2,5 МПа) образуется глицерин и смесь карбоновых кислот, содержащая 80-85 % рицинолевой кислоты; разложение последней щёлочью при 250 °C с последующим омылением образующегося себацината натрия минеральными кислотами приводит к выделению себациновой кислоты (выход — 35-40 % в расчёте на касторовое масло).
Перспективный метод получения себациновой кислоты — анодная конденсация монометиладипината до диметилсебацината с последующим гидролизом диэфира:
{\displaystyle {\ce {2CH3OOC(CH2)4COO^- ->[2e][-2CO_2]CH3OOC(CH2)8COOCH3 ->[H_2O]HOOC(CH2)8COOH + 2CH3OH}}}
Процесс проводят в метаноле на электродах из платинированного титана при плотности тока 600—1500 А/м², температуре 45-55 °C, гидролиз диэфира осуществляется в избытке воды (220—240 °C; 3,9-4,9 МПа); выход себациновой кислоты в таком случае составляет 70-75 %.
Себациновую кислоту можно также получить окислением циклодекана HNO3 или из 1,3-бутадиена и этилена по схеме:

## Свойства
При восстановлении себациновой кислоты образуется 1,10-декандиол; при действии Br2 на себацинат серебра — 1,8-дибромоктан; при дегидратации аммониевой соли или диамида — себацинодинитрил. Нагревание себациновой кислоты с уксусным ангидридом приводит к образованию неустойчивого полимерного ангидрида, который отщепляет CO2 и превращается в циклононанон.
Себациновая кислота способна к поликонденсации с бифункциональными соединениями: с гликолями образует полиэфиры [-OROCO(CH2)8CO-]n; с диаминами и аминоспиртами — соответствующие полиамиды и полиэфироамиды [-XRNHCO(CH2)8CO-]n (X = O, NH).
Температура декарбоксилирования 350—370 °C.
Энтальпия сгорания (ΔH0сгор) −5409,4 кДж/моль.

## Применение
Себациновую кислоту применяют в промышленности для производства полигексаметиленсебацинамида (найлон-1,6), полиэфирных волокон и клеев, в качестве стабилизатора алкидных смол. Используется при производстве гидравлических жидкостей, в косметике, свечах и др. Также является промежуточным звеном в производстве антисептиков. Из эфиров себациновой кислоты применяют дибутил- и диоктилсебацинаты в качестве пластификаторов ПВХ, диизобутилсебацинат — пластификата ряда эластомеров. Бис(2-этилгексил)себацинат входит в состав масел и смазок, применяемых при низких температурах.
Эфиры себациновой кислоты — горючие малотоксичные вещества; для дибутилсебацината ЛД50 25,5 г/кг; для диоктилсебацината — 19,6 г/кг, ПДК — 10 мг/м³.
Общемировая мощность действующих линий по выработке этого вещества и его производных на сегодняшний день приближается к 170 тыс. тонн в год. 